# Nephew
Nephew è un singolo del rapper statunitense Smokepurpp pubblicato il 26 luglio 2018.

## Tracce
1. Nephew – 3:11